# Bulev, Narodîci
Bulev (în ucraineană Булев) este un sat în comuna Seleț din raionul Narodîci, regiunea Jîtomîr, Ucraina.